# Polotitlán
Polotitlán är en kommun i Mexiko.   Den ligger i delstaten Mexiko, i den sydöstra delen av landet, 110 km nordväst om huvudstaden Mexico City. Antalet invånare är 12 319.
Följande samhällen finns i Polotitlán:
- El Tesoro
- Barrio Lázaro Cárdenas
- La Purísima
- San Nicolás de los Cerritos
- Tildío
- Cerro Gordo
- Rancho la Magdalena
- Ranchito de Ruano
- El Panal